# 赤坂お笑いD・O・J・O
赤坂お笑いD・O・J・O（あかさかおわらいどうじょう）は、主にTBSホールで1994年から2003年まで行われたお笑いイベント。その模様はラジオ番組として毎月第4日曜日深夜に放送されていた。

## 概要
1994年より、当時のTBSアナウンサーであった浦口直樹の企画・主催で月1回行われ、主にお笑いD・O・J・O参加権をかけ一定数の観客の手が上がる前にネタを3回完走するゴングショー形式の道場破りと、段数が近い芸人同士が対決形式でネタを披露。投票形式で勝てば一段昇格し、10回勝てれば免許皆伝となる赤坂お笑いD・O・J・O、司会とゲストによるトークコーナーが中心。
当時の関東お笑いシーンはM-1グランプリに代表される全国区のお笑い賞レースが皆無であり、「キャブラー」「ボキャブラ世代」と呼ばれた『タモリのSUPERボキャブラ天国』や『GAHAHAキング』『オールナイトフジR（リターンズ）』等でしかネタを披露する場が無かった。当イベントはそんな芸人達の数少ないネタ見せの場として企画されたが、実力のある芸人の多くは勝ち抜いていくうちにテレビの冠番組やメインMCの仕事が来てイベントに参加できなくなってしまい、免許皆伝を達成した3組も前述のボキャブラ世代の芸人達とほぼ同時期にデビューしたもののその波に上手く乗れず燻り続けたゆえに達成できた結果である。
イベントの模様は録音され、放送休止中の日曜深夜（月曜未明）に放送された。イベントは約1年ほどの休止期間を経て延べ8年近くの間に計84回行われたが、TBSホールの閉鎖・取り壊しが決定した事により2003年に終了した。

## 司会
- 向井政生（当時TBSアナウンサー）
- 浦口直樹（同）

## 免許皆伝達成者

### 初代
- アンジャッシュ

### 二代目
- バカリズム[1]

### 三代目
- バナナマン

## 有段者

### 九段
- くりぃむしちゅー（当時：海砂利水魚）
- 底ぬけAIR-LINE

### 八段
※番組終了時には不在。

### 七段
- 長井秀和
- ラーメンズ

### 六段
- 爆笑問題
- X-GUN
- マギー審司

### 五段
- あばれヌンチャク
- アルファルファ
- スマイリーキクチ
- チャイルドマシーン
- つぶやきシロー
- Take2
- ネプチューン
- パックンマックン
- はなわ
- パパロア（当時：耳なり）
- ファンキーモンキークリニック
- 福田哲平
- ますだおかだ

### 四段
- アリtoキリギリス
- スピードワゴン
- テツandトモ
- 北京ゲンジ
- ホーム・チーム

### 三段
- アメデオ
- アンバランス
- 粋なり
- いつもここから
- エレキコミック
- オーディン
- キャイ〜ン
- GO・JO
- ザブングル
- 東京ビンゴビンゴダイナマイトジャパン
- トータルテンボス
- 爆烈Q
- ピーピングトム
- BOOMER
- ラリアッツ

### 二段
- インスタントジョンソン
- 江戸むらさき
- エルシャラカーニ
- 大隈いちろう
- 金谷ヒデユキ
- きぐるみピエロ
- 劇団ひとり
- 号泣
- 坂道コロンブス
- 寒空はだか
- 〆さば
- 18KIN
- スパローズ
- タイムトラベラー
- チャップメン
- デンジャラス
- 飛石連休
- 冷やし中華はじめました
- ブラック・ボックス
- プリンプリン
- ポカスカジャン
- 星野卓也
- マイマイカブリ
- 矢野・兵動
- ロケット団
- ロンドンブーツ1号2号

### 初段
- アメリカザリガニ
- イザベルとベネ
- イヌがニャーと泣いた日
- キリングセンス
- キングオブコメディ
- 黒田カントリークラブ（当時：黒田大創）
- げんしじん
- ジョーダンズ
- ダーリンハニー
- タイムマシーン3号
- どーよ（当時：Dô-Yo）
- No.11[2]
- Hi-Hi（当時：ハミングステッチ）
- はないちもんめ
- ブラックパイナーSOS
- 幹てつや
- 村田渚
- やるせなす
- WAGE

## 段位不明・その他の主な入門者
- アクシャン
- アンタッチャブル
- 市村・近藤
- インパクト
- 笑組
- エネルギー
- オークラ劇場[3]
- 男同志
- カンニング
- 木曽さんちゅう[4]
- 牛肉オレンヂ[5]
- クワバタオハラ
- 5番6番
- コロコロコミックス[6]
- コントーズ
- サービスパンダ
- サカイスト
- 猿岩石
- サンドウィッチマン
- ジェット☆キッズ
- ジャリズム
- スープレックス
- ダックスープ
- ダンディ坂野[7]
- ツインカム
- T・I・M
- ドロンズ（当時：DRUG）
- DonDokoDon
- 中川家
- にしおかすみこ（当時：西岡すみこ）
- ねこじゃらし
- ノンキーズ
- バカ田バカ男
- ハリガネロック
- B’
- ふうりんかざん[8]
- フォークダンスDE成子坂
- ふかわりょう
- プラスドライバー
- ペナルティ
- ポゲムタ[9]
- MANZAI-C
- マンブルゴッチ
- 南の風 (風力3)
- U-turn
- ユリオカ超特Q
- La.おかき

他、多数の芸人が出演。